# Драга (Нова Горица)
Драга (словен. Draga, итал. Draga) је насељено место у општини Нова Горица, Горишка регија, Словенија.

## Историја
До територијалне реорганизације у Словенији била је у саставу старе општине Нова Горица.

## Становништво
У попису становништва из 2011. године, Драга је имала 101 становника.
| Број становника према пописима | Број становника према пописима | Број становника према пописима |
| ------------------------------ | ------------------------------ | ------------------------------ |
| 1991                           | 2002                           | 2011                           |
| 98                             | 90                             | 101                            |

Напомена: Године 2007. извршена је мања размена територија између насеља Брдо и Драга.